# Pippo e Menelao
Pippo e Menelao (Pif et Hercule) è una serie televisiva a cartoni animati prodotta da Col.Ima.Son., Studio S.E.K. e TF1 basata sulla serie a fumetti omonima. È stata trasmessa in Italia per la prima volta dall'emittente Italia 1.

## Trama
Le divertenti avventure di due nemici-amici: il cane mansueto Pippo, sempre senza lavoro e il gatto indolente Menelao.

## Personaggi

### Personaggi principali
- Pippo, il cane mansueto e scontroso
- Menelao, il gatto simpatico, innocente e furbo

### Personaggi secondari
Oltre ai due ci sono anche dei personaggi secondari che ogni volta, con vari mezzi, ostacolano i nostri eroi.
- Ag. Giuseppe, l'agente di polizia
- Cicerone, il boss
- Rumba, lo scagnozzo di Cicerone
- King Kong, lo stupido scagnozzo di Cicerone
- Sig. Orlando, il ricco
- Prof. Grotaleggio, lo scienziato
- Fattorino di Orlando
- Oggetti viventi

### Personaggi minori
- Indigeno
- Dottore
- Capo della polizia

## Doppiatori italiani
- Luigi Rosa: Pippo
- Daniele Demma: Menelao
- Enzo Tarascio: Orlando
- Sergio Romanò: Giuseppe
- Giovanni Battezzato: Cicerone
- Mario Scarabelli: Rumba
- Maurizio Scattorin: King Kong, Dottore
- Umberto Tabarelli: Grotaleggio
- Salvatore Landolina: Indigeno

## Sigla
La sigla è scritta da Alessandra Valeri Manera, composta da Enzo Draghi e cantata da Cristina D'Avena con la partecipazione dei Piccoli Cantori di Milano: in questa sigla la chitarra è di Paolo Carta (come per tante sigle arrangiate da Draghi, Valeriano Chiaravalle o Silvio Amato).